# カラフル揚ゲーション
カラフル揚ゲーション(からふるあげーしょん)は、有野いくが自腹で自主制作した曲。

## 概要
唐揚げへの愛が強すぎて、末広アンテナの活動で縁があったさつき が てんこもりに、10万円の制作費を自腹で切りカラアゲソングの制作を依頼。
2017年02月26日に参加したClub INSPIRE VJ Gou Presents Eventで、できあがった１コーラスのみ初披露した。
楽曲の調整を重ね、2017年06月23日にレコーディング。2017年11月10日にファンに発表。
自身のネット配信で披露する他、イベントなどで歌っている。また、VR音ゲー「SEIYA」に収録されている。
「カラフル揚ゲーション」は、略すと「から揚げ」になることからネーミングされた。
振り付けについても、自身で試行錯誤を重ねているため、イベントごとに違うことがあった。
2025年06月25日、音楽配信サイトにてリリース。

## 唐揚げにまつわる歌詞
歌詞には、唐揚げにまつわる言葉が散りばめられている。
・サクカク、カリカリ、パリパリ→衣の食感
・アゲていこー！→「気分を上げる」と「唐揚げを揚げる」がかかっている
・ミーティング→「肉のミート」と打ち合わせの「ミーティング」がかかっている
・180度→片栗粉を衣にして揚げた時に、適度に凝固する温度が180℃以上なため
・素手で触ったらヤケドしちゃうよ→昇龍軒の素手で唐揚げをつかむパフォーマンスを表現
・あの衣→あの「衣」(唐揚げの衣）と「頃も」がかかっている
・フライデー→揚げ物のフライとかかっている。また、金曜日は唐揚げの日にちなむ。
・色トリどり→鶏(とり)とかかっている
・中津市、宇佐市→中津市は唐揚げの発祥地、宇佐市は唐揚げ専門店の発祥地
・国産もブラジル産も→鶏肉のシェアは、国産とブラジル産がほとんどを占めている
・アゲデジャネイロ→ブラジルの都市リオデジャネイロにかけた

## コール
歌っている間、ファンが参加するコール(歌に合わせて合いの手を入れる)部分がある。(太字部分がファン(あげっこ)のパート)
～前奏部分～
カ・ラ・フ・ル揚ゲーション！
ふ↓わ↑ふ↓わ↑
ふっふっふふー↑
ふ↓わ↑ふ↓わ↑
ふっふっふふー↑　ふー↑
(一緒または合いの手で入れる)
～１コーラス目～
野～を越え山を～越え、ほら サクサクサクサク！(一緒または合いの手で入れる) 進むのだ
眉間にシワ寄～せて、そんなに カリカリカリカリ！(一緒または合いの手で入れる) しないでよ
唐揚げが～ないだけで～なんでかこんなにさみしい～唐揚げが～あるだけで～なんでかこんなに
(この間は人差し指と親指でTTの形にして目の下に当て、悲しい感じを出す)
ハ・ピ・ネ・ス
(人差し指と親指で丸を作り唐揚げ、上にだんだん上げていって揚がっていく感じを出す。親指は下側)
アゲていこ～う！
今すぐ君とミーティング～レモン絞ってかけていいですか〜〜(中略)〜あの頃も今もフライデーNightはいつも〜
(手拍子をして盛り上げる)
色トリどり～
(ピヨピヨポーズ。手首から先で羽ばたく)
カ・ラ・フ・ル揚ゲーション
(唐揚げがジュワッと揚がるイメージで、右手を肩の前で軽く握る→斜め上に上げて開くのを繰り返す。)
～間奏～
ふ↓わ↑ふ↓わ↑
ふっふっふふー↑
ふ↓わ↑ふ↓わ↑
ふっふっふふー↑　ふー↑
(一緒または合いの手で入れる)

～２コーラス目～
飲めや歌え踊れ〜やっちゃえパリパリパリパリ
パリピーポー！(合いの手を入れる)
頭をはたらかせいつでも
ふにふにふにふに！(合いの手を入れる)
柔らかく
唐揚げが～ないだけで～なんでかこんなにさみしい～唐揚げが～あるだけで～なんでかこんなに
(この間は人差し指と親指でTTの形にして目の下に当て、悲しい感じを出す)
サティスファクション
(人差し指と親指で丸を作り唐揚げ、上にだんだん上げていって揚がっていく感じを出す。親指は下側。)
アゲビーム！
今すぐ君とミーティング～レモン絞ってかけていいですか〜〜(中略)〜あの衣今もフライデーNightはいつも〜
(手拍子をして盛り上げる)
色トリどり～
(ピヨピヨポーズ。手首から先で羽ばたく)
カ・ラ・フ・ル揚ゲーション
(唐揚げがジュワッと揚がるイメージで、右手を肩の前で軽く握る→斜め上に上げて開くのを繰り返す)
～落ちサビ～
今すぐ君とミーティング～レモン絞ってかけていいですか〜とってもジューシーでうまみうまあじ～あふれる肉汁～
(手のひらを上にして、唐揚げをにぎってそっと渡すように開いて繰り返し有野いくに向ける)
～サビ～
180度の恋は〜素手で触ったらヤケドしちゃうよ〜あの衣今もフライデーナイトはいつも〜
(手拍子をして盛り上げる)
色トリどり～
(ピヨピヨポーズ。手首から先で羽ばたく)
カ・ラ・フ・ル揚ゲーション
(唐揚げがジュワッと揚がるイメージで、右手を肩の前で軽く握る→斜め上に上げて開くのを繰り返す)
～曲終わりまで～
ふ↓わ↑ふ↓わ↑
ふっふっふふー↑
ふ↓わ↑ふ↓わ↑
ふっふっふふー↑　ふー↑
(一緒または合いの手で入れる)